# Língua lapônica escolta
O lapônico escolto (português brasileiro) ou lapónico escolto (português europeu), lapão escolto ou lapão escoltiano é uma língua lapônica, falada por cerca de 320 pessoas (os escoltos) na Rússia e na Finlândia.

## História
O lapônico escolto era falado em quatro vilas do território finlandês antes da Segunda Grande Guerra, até ser evacuado às vilas de Inari, Sevettijärvi e Nellim, em Inari.

## Escrita
O lapônico escolto usa uma versão estendida do alfabeto latino.
| А а | Â â | B b | C c | Č č | Ʒ ʒ | Ǯ ǯ | D d |
| Đ đ | E e | F f | G g | Ǧ ǧ | Ǥ ǥ | H h | I i |
| J j | K k | Ǩ ǩ | L l | M m | N n | Ŋ ŋ | O o |
| Õ õ | P p | R r | S s | Š š | T t | U u | V v |
| Z z | Ž ž | Å å | Ä ä | ʹ   |     |     |     |

As letras Q/q, W/w, X/x, Y/y e Ö/ö só são usadas em palavras estrangeiras.

## Fonte
- «Ethnologue»

## Referência externa
- Lingua Sami de Skolt - Omniglot

1. ↑  Correia, Paulo; Ferreira, José Pedro (Outono de 2021). «Finlândia — ficha de país» (PDF). A Folha - Boletim da língua portuguesa nas instituições europeias. ISSN 1830-7809. Consultado em 11 de janeiro de 2022